# 13732 Woodall
13732 Woodall eller 1998 RC56 är en asteroid i huvudbältet som upptäcktes den 14 september 1998 av LINEAR i Socorro County, New Mexico.  Den är uppkallad efter Ashley Renee Woodall.
Den tillhör asteroidgruppen Vesta.